# Szirák

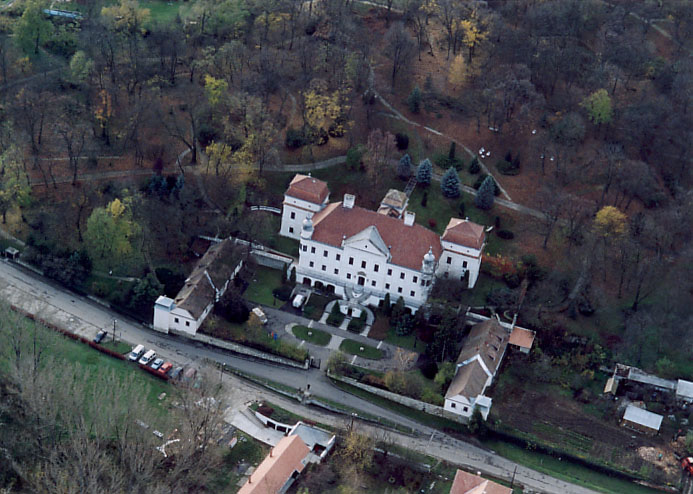
Zamek Teleki-Dégenfeld w Sziráku

Szirák – wieś i gmina na północy Węgier, położona w komitacie Nógrád, w powiecie Pásztó, ok. 90 km na północny wschód od Budapesztu.
Pierwsza wzmianka o Sziráku pojawiła się w 1219. Do XIV wieku znajdował się tu klasztor Joannitów. W miejscu klasztoru wybudowano zamek Teleki-Dégenfeld, który aktualnie jest jedną z turystycznych atrakcji miasta. W latach 80. zamek przemianowano na hotel „Kastély Szirák”. W 1987 w Sziráku odbył się turniej międzystrefowy, jedna z eliminacji mistrzostw świata w szachach.
W 2009 ludność gminy Szirák liczyła 1141 mieszkańców, a gmina zajmowała obszar 19,09 km².